# هيرمان أيسن
هيرمان أيسن (بالإنجليزية: Herman Eisen) هو طبيب وأستاذ جامعي أمريكي، ولد في 15 أكتوبر 1918 في بروكلين في الولايات المتحدة، وتوفي في 2 نوفمبر 2014 في كامبريدج في الولايات المتحدة.